# Lutzomyia shanonni
Lutzomyia shanonni  (лат.) — вид кровососущих двукрылых насекомых из подсемейства москитов. Переносчик некоторых заболеваний (стоматит, лейшманиоз и другие) в Америке.

## Распространение
Северная и Южная Америка: от США на севере до Аргентины на юге, включая Бразилию, Колумбию, Коста-Рику и Панаму. В США встречаются в южных штатах (от Флориды до Луизианы, а также в Арканзасе, Северной Каролине, Теннесси и Южной Каролине), на север — до Мэриленда и Делавэра. Москиты Lutzomyia shannoni ассоциированы с лиственными лесами из вечнозелёного Дуба виргинского (Quercus viginiana Miller), реже — в смешанных лесах.

## Описание
Мелкие длинноногие москиты с узким телом и ночным образом жизни (днём прячутся в темных, влажных местах, таких как дупла деревьев, норы животных или под камнями). Общая длина тела составляет менее 3 мм. Окраска серебристо-коричневая. Развит половой диморфизм (у самцов короче брюшко и отсутствуют мандибулы). Длина яйца около 0,3 мм (ширина — 0,1), длина личинки на последней четвёртой стадии развития около 2,2—2,5 мм. Развитие различных стадий длится: 6—13 суток (яйцо), 21—51 (личинка), 7—32 (куколка), и 4—15 (взрослая стадия) (Ferro et al. 1998).
Самцы питаются нектаром и соками растений, а самки, кроме этого, для откладки яиц нуждаются ещё и в питании кровью млекопитающих (грызунов, копытных, таких как лошади, олени, коровы и свиньи, хищных млекопитающих, людей, птиц).

## Медицинское значение
В организме москитов Lutzomyia shannoni, как показали лабораторные исследования, могут развиваться не менее трёх видов паразитических лейшманий: Leishmania mexicana Biagi, Leishmania panamensis Lainson & Shaw и Leishmania chagasi Cunha & Muniz. Lutzomyia shannoni питаются кровью млекопитающих, включая людей, и, могут передавать висцеральный лейшманиоз собак, хомяков, и других млекопитающих.